# Ismaił Wieszagurow
Ismaił Isajewicz Wieszagurow (ros. Исмаил Исаевич Вешагуров, ur. 2 stycznia 1969) – radziecki i kazachski judoka.
Startował w Pucharze Świata w 1995 i 1996. Brązowy medalista igrzysk azjatyckich w 1994. Wicemistrz ZSRR w 1989 roku.